# Slørugler
Slørugler (latin: Tytonidae) er en familie af ugler. Den har 18 arter, heraf en i Danmark, nemlig sløruglen.
Sløruglerne er ugler af mellemstørrelse. De har en slank krop og lange ben. Deres bryst og underside er gullighvid, oversiden blågrå og rødbrun.
Øjnene er store og sorte.
Uglerne i denne familie er normalt mere nataktive end de egentlige ugler.

## Klassifikation
- Slægt Tyto
  - Art Tyto tenebricosa
  - Art Tyto multipunctata
  - Art Tyto inexspectata
  - Art Tyto nigrobrunnea
  - Art Tyto sororcula
  - Art Tyto manusi
  - Art Tyto aurantia
  - Art Tyto novaehollandiae : Stor slørugle
  - Art Tyto castanops
  - Art Tyto rosenbergii
  - Art Tyto soumagnei
  - Art Tyto alba : Slørugle
  - Art Tyto glaucops
  - Art Tyto capensis : Kapslørugle
  - Art Tyto longimembris : Græsslørugle

- Slægt Phodilus
  - Art Phodilus prigoginei
  - Art Phodilus badius

- Wikimedia Commons har flere filer relateret til Slørugler